# Armengol I
Armengol I van Urgell (974-1010) was graaf van Urgell van 992 tot aan zijn dood.

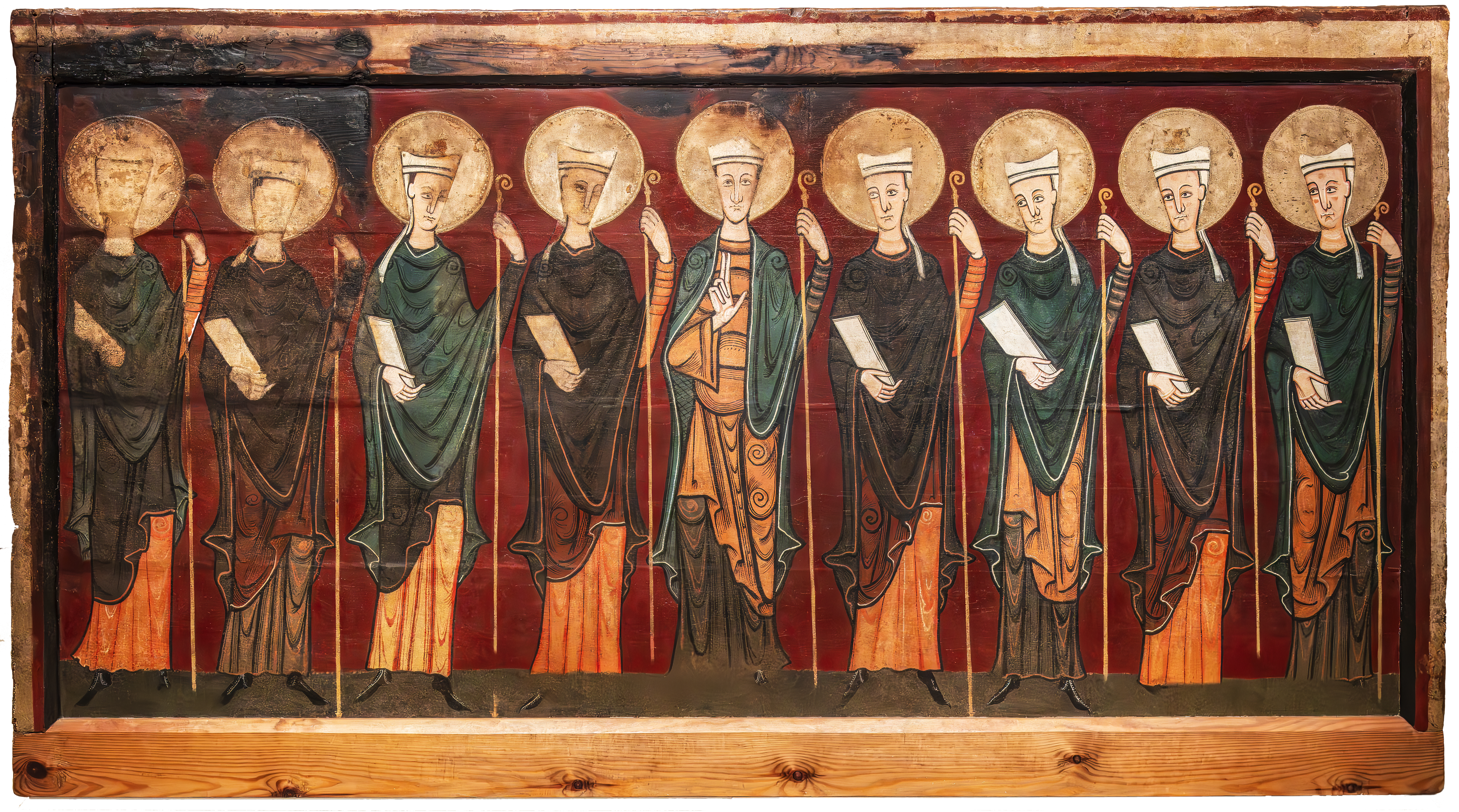
fragment van het altaardoek van de kerk van Sant Serni, met negen bisschoppen

Armengol I van Urgell, bijgenaamd El de Córdoba, in het Nederlands Hij van Córdoba, was de tweede zoon van Borrell II van Barcelona en diens eerste echtgenote, Letgarda, kleindochter van Raymond III van Toulouse. Hij was de tweede van de graven van Urgell en is vooral bekend vanwege zijn aandeel in de Reconquista. 
Armengol maakte twee reizen naar Rome, in 998 en 1001. Hij stimuleerde andere edelen in het maken van pelgrimsreizen naar Santiago de Compostella en Le Puy. Hij hervormde de rechtspraak in zijn graafschap zodat iedereen een beroep op de wet kon doen. Hij probeerde ook zijn macht uit te breiden naar de domeinen die aan de rand van zijn graafschap lagen en waar andere adel decennialang de autoriteit van de graaf hadden genegeerd.
Graaf Armengol voerde oorlog tegen het kalifaat Córdoba. In 1003 viel Abd al-Malik al-Muzaffar het graafschap binnen. Samen met zijn broer Raymond Borrel van Barcelona, Bernard I van Besalú en Wilfred II van Cerdanya versloeg Armengol zijn tegenstander in de Slag van Torà, daarna gevolgd door de Slag van Albesa. 
Hij werd tijdens een tegenaanval door Abdelmelik, de hajib van Córdoba, in de zomer van 1003 gevangengenomen maar in maart 1004 was hij weer vrij.  
In 1007 schonk hij de helft van Andorra aan het klooster van Sant Serni de Tavèrnoles, waarmee de bisschoppen van het bisdom Urgell de belangrijkste heersers over dat gebied werden. Later, in 1133, schonk Armengol IV de rest van Andorra eveneens aan de bisschop van Urgell.
In 1008 leidde hij enkele succesvolle expedities tegen de moren. In 1010 nam hij deel aan een veldtocht georganiseerd door zijn broer Raymond Borell tegen de stad Córdoba. Hij stierf niet ver van het kasteel van Bacar, zevenendertig jaar oud.

## Nageslacht
Ergens vóór het jaar 1000 trouwde Armengol met Tetberga, waarschijnlijk een dochter van Artaud I, graaf van Forez en diens vrouw Tetberga van Limoges.  Tetberga stierf tussen 7 april en 3 november 1005, de datum waarop Armengols tweede vrouw voor het eerst wordt genoemd. 
Zijn tweede vrouw was Guisla (Gisela), waarvan de afkomst niet bekend is. Guisla zou mogelijk de dochter van Gausfred I van Roussillon kunnen zijn. 
Uit het huwelijk met Guisla werden twee kinderen geboren:
- Armengol II (1010-1038), de opvolger van Armengol I
- Ermesinda, die voor 1029 trouwde met Raymond III, graaf van Pallars-Jussà